# Doris Keane
Pour les articles homonymes, voir Keane.
Ne doit pas être confondu avec Doris Deane.
Doris Keane, née le 12 décembre 1881 à Saint-Joseph (Michigan) aux États-Unis, est une actrice américaine, de théâtre et du cinéma muet, connue pour un seul film, Amour d'antan, en 1920. Son rôle principal est celui de Mme Cavallini, qu'elle joue au théâtre à Broadway tout comme au cinéma. Après son rôle au cinéma, elle continue à jouer au théâtre, et finit sa carrière en 1925, dans la pièce Starlight. Elle est l'épouse de l'acteur Basil Sydney, mais ils divorcent en 1925. Elle meurt d'un cancer, à New York, le 25 novembre 1945.

## Galerie

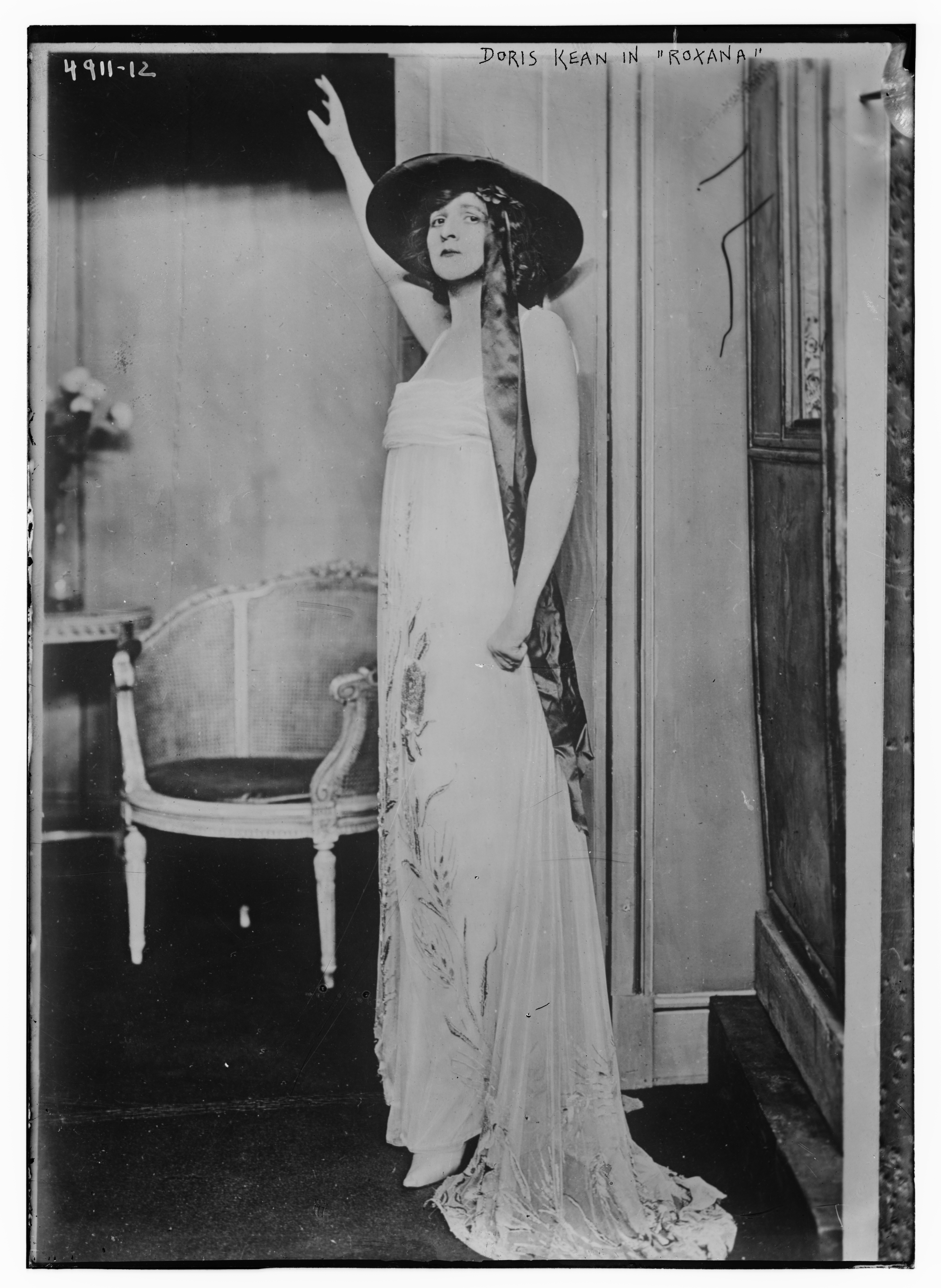
Doris Keane, en 1919.
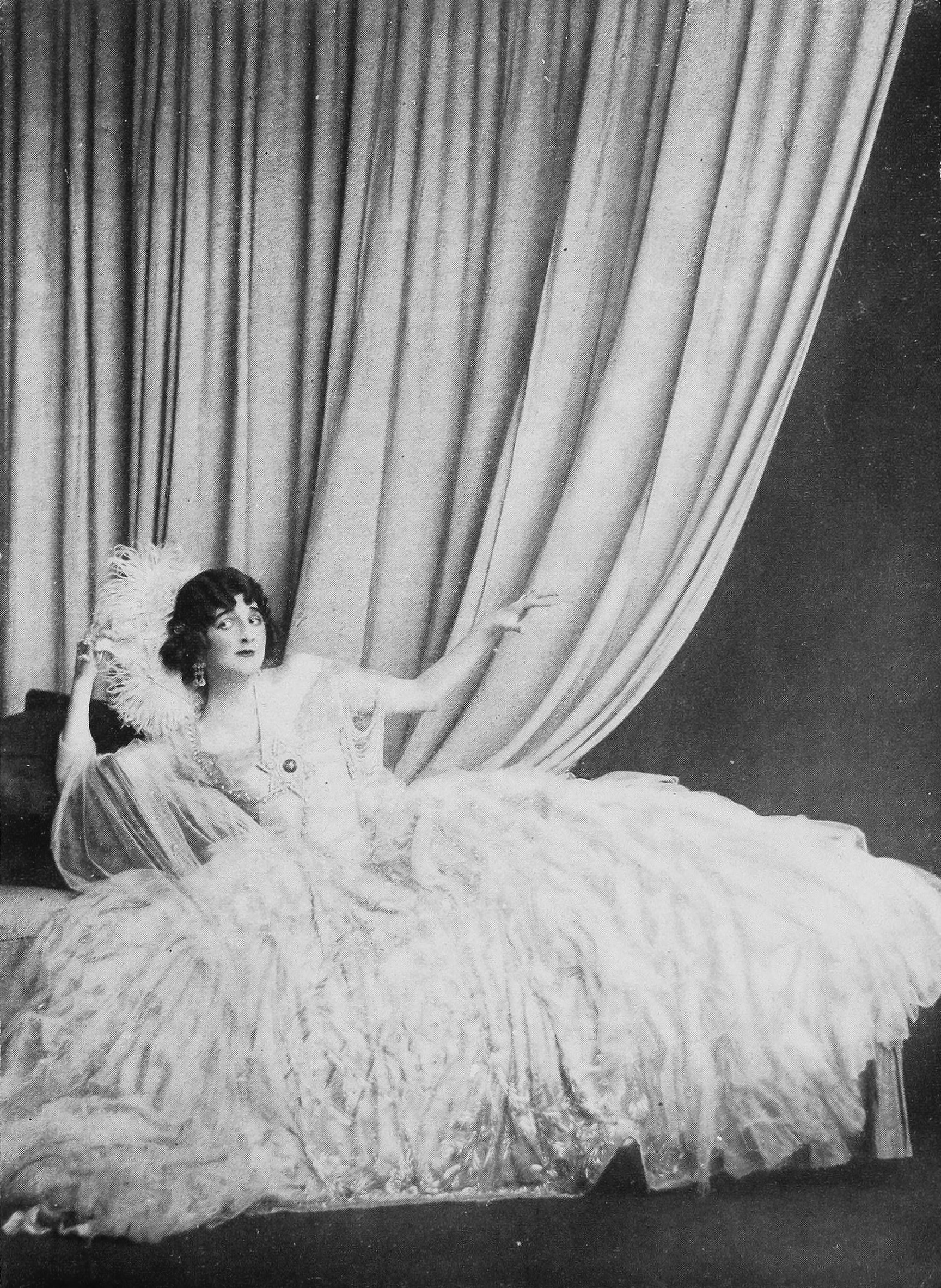
Doris Keane, dans le film Amour d'antan.
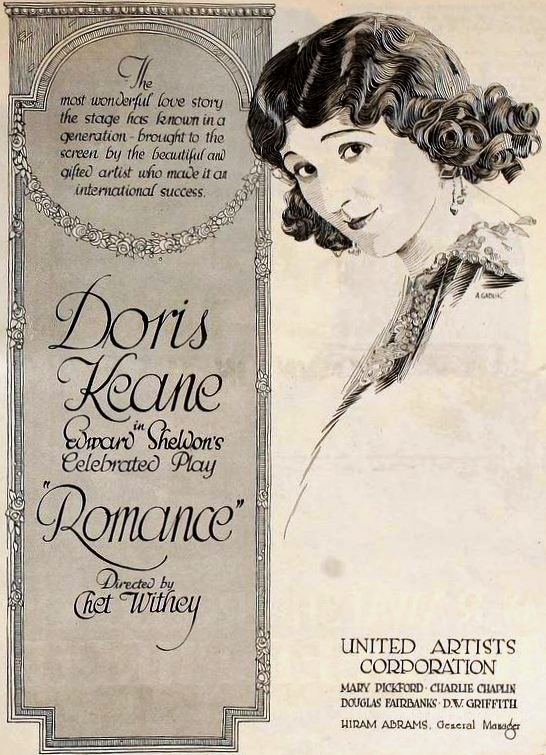
Publicité pour le film Amour d'antan.
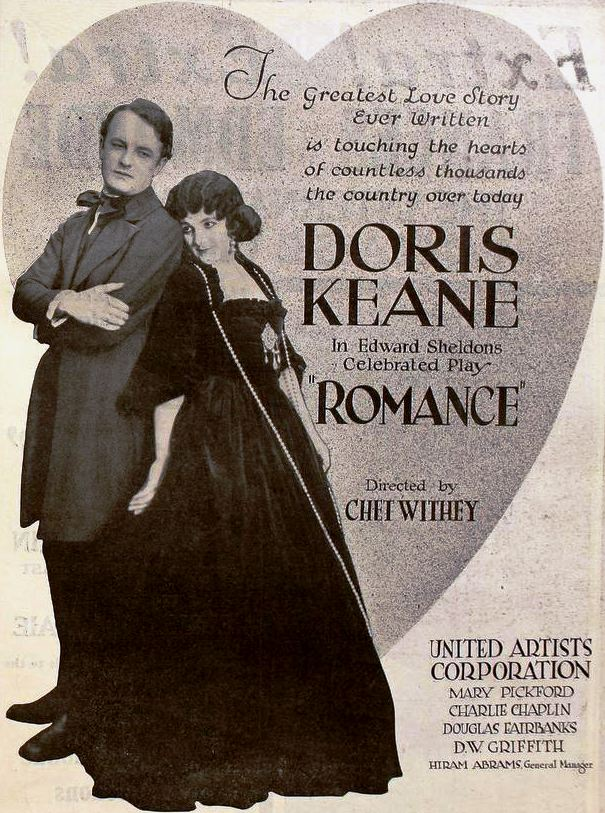
Publicité pour le film Amour d'antan (à ses côtés, l'acteur Basil Sydney).

## Source de la traduction
- (en) Cet article est partiellement ou en totalité issu de l’article de Wikipédia en anglais intitulé « Doris Keane » (voir la liste des auteurs).